# Interstate 380 (Iowa)
Die Interstate 380 (Abkürzung I-380) ist ein Interstate Highway im Osten des US-Bundesstaates Iowa. Er beginnt im Johnson County westlich von Coralville und Iowa City an der Interstate 80 und endet in Waterloo am U.S. Highway 218. Er kreuzt in Cedar Rapids den U.S. Highway 30 und in Black Hawk den U.S. Highway 20.

## Wichtige Städte
- Iowa City
- Cedar Rapids
- Waterloo